# جين أليسون
جين أليسون (بالإنجليزية: Gene Allison)‏ هو مغني أمريكي، ولد في 29 أغسطس 1934، وتوفي في 28 فبراير 2004 بسبب قصور كلوي.

## وصلات خارجية
- جين أليسون على موقع ميوزك برينز (الإنجليزية)
- جين أليسون على موقع إن إن دي بي (الإنجليزية)
- جين أليسون على موقع أول ميوزيك (الإنجليزية)
- جين أليسون على موقع ديسكوغز (الإنجليزية)